# Richard Staple
Richard Wayne Staple (Kingston, 25 de novembro de 1969) é um ex-jogador de críquete jamaicano, naturalizado americano.
Staple foi jogador da Seleção de Críquete dos Estados Unidos.